# Dublin Bus
Dublin Bus (irl.: Bus Átha Cliath) – przewoźnik publiczny w stolicy Irlandii, Dublinie. Firma została w 1987 roku wydzielona ze spółki Córas Iompair Éireann, której właścicielem jest rząd Irlandii. Siedziba przewoźnika mieści się na 59 Upper O'Connell St, Dublin 1 (D01 RX04).
Sieć linii autobusowych składa się obecnie (marzec 2019) ze 104 tras miejskich i obwodowych oraz 15 tras nocnych Nitelink w całej aglomeracji dublińskiej. Część linii jest rozciągnięta poza stolicę, do Newcastle w hrabstwie Wicklow, Dunboyne w hrabstwie Meath i Maynooth w hrabstwie Kildare. Część linii dotychczas należących do Dublin Bus wybiegających poza Dublin od 2017 r. przejmuje prywatna firma Go-Ahead Ireland, działająca na zlecenie Transport for Ireland.

## Linie obsługiwane przez Dublin Bus
Stan na marzec 2021.

### Dzienne
- 1: Shantry (Shanard Rd) ↔ Sandymount (St John's Church)
- 4: Harristown ↔ Monkstown Ave
- 7: Mountjoy Sq ↔ Brides Glen Luas
- 7A: Mountjoy Sq ↔ Loughlinstown
- 7B: Mountjoy Sq ↔ Shankill
- 7D: Mountjoy Sq ↔ Dalkey
- 9: Charlestown ↔ Limekiln Ave
- 11: Wadelai Pk ↔ Sandyford Business District
- 13: Harristown ↔ Grange Castle
- 14: Beaumont (Ardlea Rd) ↔ Dundrum Luas
- 15: Clongriffin ↔ Ballycullen Rd
- 15A: Ringsend Rd (Barrow St) ↔ Limekiln Ave
- 15B: Ringsend Rd (Barrow St) ↔ Stocking Ave
- 15D: Ringsend Rd (Barrow St) ↔ Whitechurch
- 16: Dublin Airport ↔ Ballinteer (Kingston)
- 25: Merrion Sq ↔ Lucan (Dodsboro)
- 25A: Merrion Sq ↔ Lucan (Esker Church)
- 25B: Merrion Sq ↔ Adamstown Rail Station
- 25D: Merrion Sq ↔ Adamstown Rail Station
- 25X: UCD Belfield ↔ Lucan
- 26: Merrion Sq ↔ Liffey Valley
- 27: Clare Hall ↔ Jobstown
- 27A: Eden Quay ↔ Blunden Dr
- 27B: Eden Quay ↔ Harristown
- 27X: UCD Belfield ↔ Clare Hall
- 29A: Lower Abbey St ↔ Baldoyle (Coast Rd)
- 31/A: Talbot St ↔ Howth Summit
- 31B: Talbot St ↔ Howth Summit
- 31D: DCU ↔ Baldoyle
- 32: Talbot St ↔ Malahide
- 32X: Malahide ↔ UCD Belfield
- 33: Lower Abbey St ↔ Balbriggan
- 33D: Custom House Quay / St Stephen's Green ↔ Portrane
- 33X: Custom House Quay / St Stephen's Green ↔ Skerries
- 37: Baggot St / Wilton Ter ↔ Blanchardstown Centre
- 38: Burlington Rd ↔ Damastown
- 38A: Burlington Rd ↔ Damastown
- 38B: Burlington Rd ↔ Damastown
- 39: Burlington Rd ↔ Ongar
- 39A: UCD Belfield ↔ Ongar
- 39X: Burlington Rd ↔ Ongar
- 40: Charlestown SC ↔ Liffey Valley SC
- 40B: Parnell St ↔ Toberburr
- 40D: Parnell St ↔ Tyrrelstown
- 40E: Broombridge Luas ↔ Tyrrelstown
- 41: Lower Abbey St ↔ Swords Manor
- 41B: Lower Abbey St ↔ Rolestown
- 41C: Lower Abbey St ↔ Swords Manor
- 41X: UCD Belfield ↔ Knocksedan
- 42: Talbot St ↔ Sand's Hotel (Portmarnock)
- 42D: DCU ↔ Portmarnock
- 43: Talbot St ↔ Swords Business Pk
- 44: DCU ↔ Enniskerry
- 44B: Dundrum Luas ↔ Glencullen
- 46A: Phoenix Pk ↔ Dún Laoghaire
- 46E: Blackrock DART ↔ Mountjoy Sq
- 47: Poolbeg St ↔ Belarmine
- 49: Pearse St ↔ Tallaght (The Square)
- 51D: Aston Quay ↔ Clondalkin
- 51X: Dunawley ↔ UCD Belfield
- 53: Talbot St ↔ Dublin Ferryport
- 54A: Pearse St ↔ Ellensborough / Kiltipper Way
- 56A: Ringsend Rd ↔ Tallaght (The Square)
- 61: Eden Quay ↔ Whitechurch
- 65: Poolbeg St ↔ Blessington / Ballymore
- 65B: Poolbeg St ↔ Citywest
- 66: Merrion Sq ↔ Maynooth
- 66A: Merrion Sq ↔ Leixlip (Captain's Hill)
- 66B: Merrion Sq ↔ Leixlip (Castletown)
- 66E: Merrion Sq ↔ Maynooth
- 66X: UCD Belfield ↔ Maynooth
- 67 Merrion Sq ↔ Maynooth
- 67X: UCD Belfield ↔ Cellbridge (Salesian College)
- 68/A: Hawkins St ↔ Newcastle / Greenogue Business Pk
- 68X: Hawkins St ↔ Newcastle / Greenogue Business Pk
- 69: Hawkins St ↔ Rathcoole
- 69X: Hawkins St ↔ Rathcoole
- 70: Burlington Rd ↔ Dunboyne
- 70D: DCU ↔ Dunboyne
- 77A: Ringsend Rd ↔ Citywest
- 77X: Citywest ↔ UCD Belfield
- 79/A: Aston Quay ↔ Spiddal Pk (lub jako 79A do Park West)
- 83: Harristown ↔ Kimmage
- 84/A: Blackrock ↔ Newcastle
- 84X: Hawkins St ↔ Newcastle / Kilcoole
- 90: Heuston Stn ↔ Int'l Financial Services Centre
- 116: Parnell Sq ↔ Whitechurch
- 118: Kilternan ↔ Eden Quay
- 120: Parnell St ↔ Ashtown Rail Station
- 122: Ashington ↔ Drimnagh Rd
- 123: Walkinstown (Kilnamanagh Rd) ↔ Marino
- 130: Lower Abbey St ↔ Castle Ave
- 140: Palmerstown Pk ↔ Finglas (Ikea)
- 142: Portmarnock ↔ UCD Belfield
- 145: Heuston Stn ↔ Ballywaltrim
- 150: Hawkins St ↔ Rossmore
- 151: Docklands (East Rd) ↔ Foxborough (Balgaddy Rd)
- 155: Ikea Ballymun ↔ Bray DART
- 747: Airlink: Heuston Stn ↔ Dublin Airport
- 757: Airlink: Camden St (Charlotte Way) ↔ Dublin Airport

Uwaga: wyróżnione linie kursują całą dobę. Przekreślone linie Airlink z powodu pandemii COVID-19 nie kursują do odwołania.

### Nitelink (linie nocne)
- 7N: D'Olier St → Shankill
- 15N: D'Olier St → Ellensborough (zlikwidowana w związku z uruchomieniem nocnych kursów linii 15)
- 25N: Westmoreland St → Adamstown
- 29N: D'Olier St → Baldoyle Rd
- 31N: D'Olier St → Howth
- 33N: Westmoreland St → Balbriggan
- 39N: Westmoreland St → Tyrrelstown (zlikwidowana w związku z uruchomieniem nocnych kursów linii 39A)
- 41N: Westmoreland → Swords Manor (zlikwidowana w związku z uruchomieniem nocnych kursów linii 41)
- 42N: D'Olier St → Portmarnock (przez Malahide)
- 46N: D'Olier St → Dundrum
- 49N: D'Olier St → Tallaght (Kilnamanagh)
- 66N: Westmoreland St → Leixlip (Louisa Brg) (przez Glen Easton)
- 67N: Westmoreland St → Celbridge / Maynooth
- 69N: Aston Quay → Saggart
- 70N: Westmoreland St → Dunboyne
- 77N: D'Olier St → Tallaght (Westbrook Estate)
- 84N: D'Olier St → Greystones (przez Bray)
- 88N: Westmoreland St → Ashbourne

Uwaga: linie Nitelink kursują wyłącznie w nocy z piątku na sobotę i z soboty na niedzielę. W związku z pandemią COVID-19 od 20 marca 2020 do odwołania linie te nie kursują.

## Tabor
Dublin Bus posiada 7 zajezdni, zlokalizowanych w: Donnybrook, Ringsend, Conyngham Rd, Summerhill, Clontarf, Phibsboro i Harristown. Na ich stanie jest łącznie 1008 autobusów, w tym 2 jednopokładowe stacjonujące w zajezdni Donnybrook. Wszystkie są niskopodłogowe; posiadają składane podjazdy dla wózków inwalidzkich i dziecięcych; w nich wydzielone jest co najmniej jedno miejsce dla wózka inwalidzkiego lub dziecięcego. Są malowane na żółto-niebiesko, z białym pasem przedzielającym jasny i ciemny odcień niebieskiego. Obecnie są wyposażone w 3 zewnętrzne tablice LED (w odróżnieniu od Londynu, gdzie informacje podawane są na filmach) pokazujące nr linii i kierunek po angielsku i irlandzku i 2 wewnętrzne trasowe, wyświetlające następny przystanek i komunikaty. Oprócz zapowiedzi wizualnych, przystanki są zapowiadane także głosowo.

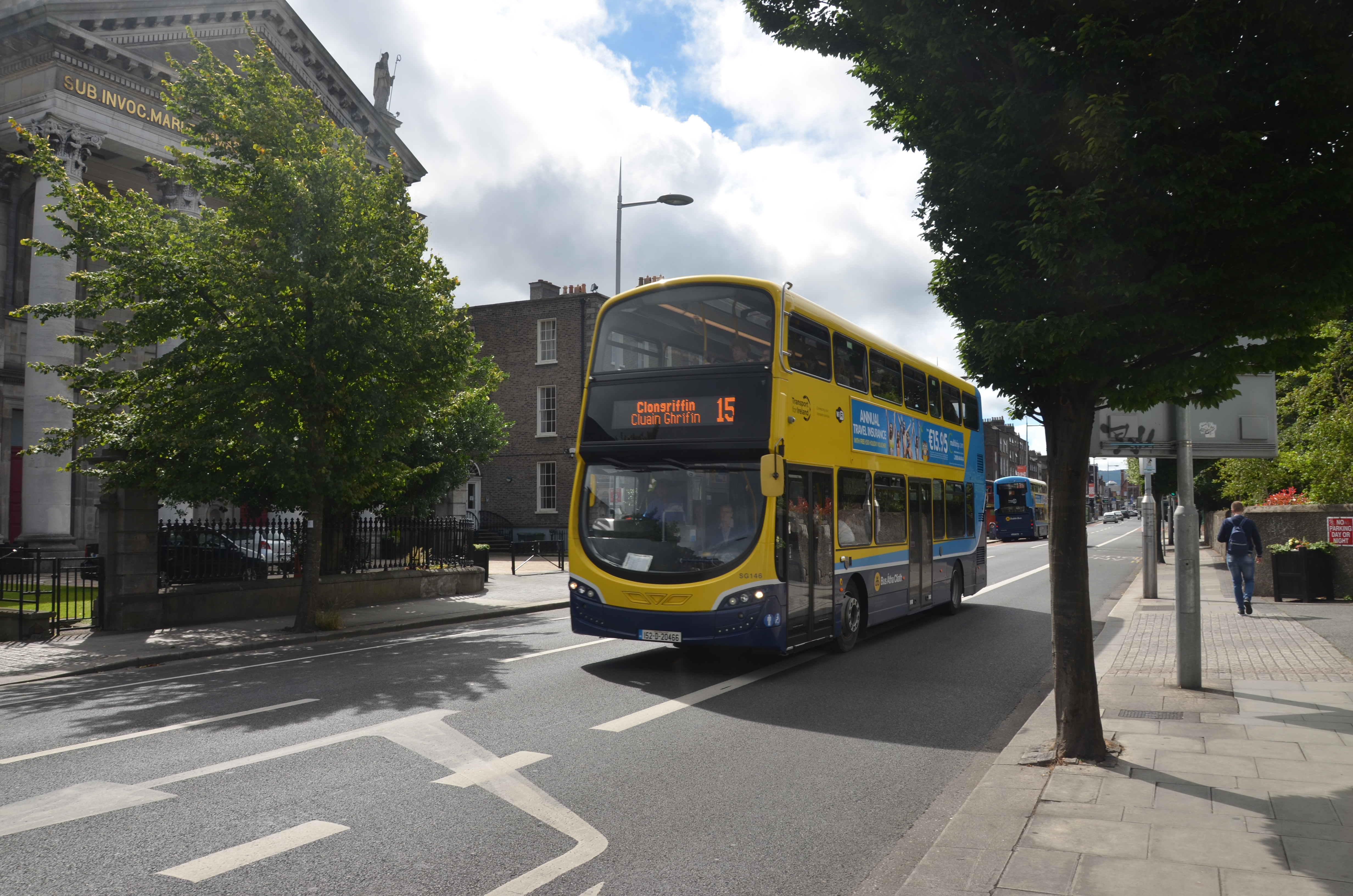
Autobus typu SG

Chronologiczna (wg daty wprowadzenia) lista typów autobusów:
- typ AV – ALX 400 zakładów Transbus Alexander z Belfastu i Falkirk, oparty na płycie podłogowej Volvo B7LDD, wprowadzono do obiegu w latach 2000÷2005. 10 egzemplarzy.
- typ AX – ALX 400 zakładów Alexander Dennis z Falkirk, oparty na płycie podłogowej Volvo B7LDD II, jeżdżą od 2006. 100 egzemplarzy.
- typ VT – trójosiowy Enviro 500 zakładów Alexander Dennis z Falkirk, na podwoziu Volvo B9TL, w użyciu od 2005. 50 egzemplarzy.
- typ EV – Enviro 400 produkcji Alexander Dennis z Falkirk, na podwoziu Volvo B9TL, pierwsza dostawa w 2007. 97 egzemplarzy.
- typ VG – Wright Gemini Eclipse, wyprodukowane w Ballymena, oparte na płycie podłogowej Volvo B9TL. Rozpoczęły kursowanie w 2008 r. 49 egzemplarzy.
- typ GT – Wright Gemini Eclipse, ulepszona wersja autobusu typu VG, również na podwoziu Volvo B9TL. Na drogach od 2012. 148 egzemplarzy.
- typ SG – Wright Gemini 3, ulepszona wersja autobusu typów VG i GT, tym razem osadzone na płycie podłogowej Volvo B5TL. Dotąd najnowszy typ autobusów piętrowych, na liniach od 2014. Najwięcej, 546 egzemplarzy.
- typ WS – jednopokładowy Wright StreetLite zakładów Wrightbus w Ballymena. 2 egzemplarze, oba w zajezdni Donnybrook. W obiegu od 2017 r.

Autobusy typu VG, GT i SG posiadają dodatkowe środkowe drzwi, ułatwiające wymianę pasażerów. Do takich autobusów należy wchodzić przednimi drzwiami, a wychodzić środkowymi, chyba że pasażer zażąda rozłożenia podjazdu.

## Bilety
Przejazdy autobusami Dublin Bus są płatne, w zależności od liczby przejechanych przystanków (na rozkładach są oznaczone ważniejsze przystanki, mające znaczenie dla ceny biletu). Nie ma natomiast taryfy czasowej. Za bilet, w odróżnieniu np. od wielu polskich miast, gdzie nabywa się bilet w kioskach czy automatach przed wejściem na pokład i jego skasowaniem, w Dublinie płaci się u kierowcy i za wyliczoną sumę (płatność tylko bilonem). Nadpłaty od 10.09.2018 nie są zwracane.
| Kategorie                                                                                   | Leap Card (19+) | Gotówka (16+) |
| ------------------------------------------------------------------------------------------- | --------------- | ------------- |
| Do 3 stref                                                                                  | 1,55 € *        | 2,15 €        |
| 4-13 stref                                                                                  | 2,25 € *        | 3,00 €        |
| Od 14 stref                                                                                 | 2,50 € **       | 3,30 €        |
| Linie Xpresso                                                                               | 3,00 € **       | 3,80 €        |
| Linie 40E i 90                                                                              | 1,55 € **       | 2,15 €        |
| Nitelink                                                                                    | 4,50 € **       | 6,60 €        |
| Uwagi: * Płatność u kierowcy. ** Płatność za pomocą czytnika kart Leap na prawo od wejścia. |                 |               |

|                                  | Leap Card (do 18 lat) | Gotówka (do 15 lat) |
| -------------------------------- | --------------------- | ------------------- |
| pn. – pt. do 19:00, so. do 13:30 | 0,80 € **             | 1,00 €              |
| Cała trasa                       | 1,00 € **             | 1,30 €              |
| Linie Xpresso                    | 1,26 € **             | 1,60 €              |
| Linie 40E i 90                   | 1,00 € **             | 1,30 €              |

Uwagi: ** Płatność za pomocą czytnika kart Leap na prawo od wejścia. Dla osób między 16 a 18 lat wymagana jest imienna karta Leap. Pasażerowie do lat 4 włącznie podróżują za darmo pod warunkiem, że opiekuje się nim dorosły pasażer, który opłacił swój bilet.
| Rodzaj                              | Cena    |
| ----------------------------------- | ------- |
| Airlink jednorazowy                 | 7,00 €  |
| Airlink w obie strony               | 12,00 € |
| Karta turystyczna DoDublin 72 godz. | 35,00 € |

Oprócz gotówki, dostępna jest także metoda płatności kartą miejską Leap. Dla pasażerów są dostępne następujące rodzaje kart miejskich Leap:
- zwykła karta Leap dla dorosłego pasażera
- imienna karta Leap dla dorosłego pasażera (wymagana do zakupu biletów miesięcznego i rocznego)
- karta Leap dla pasażera 5–15 lat
- imienna karta Leap dla pasażera 16–18 lat
- karta Leap dla studenta (imienna, wymagana do zakupów biletów długoterminowych: 5- i 30-dniowego)
- tzw. Leap Visitor Card – karta miejska dla turystów, na 24, 72 lub 168 godzin (okres ważności karty rozpoczyna się z chwilą jej pierwszej aktywacji).

Po wydaniu określonej kwoty w ciągu jednej doby przy użyciu karty Leap, pozostałe przejazdy do końca tej doby są darmowe. Tak samo działa w ciągu tygodnia kalendarzowego.
Kara za brak ważnego biletu wynosi 100 €, jednak jeżeli ta została opłacona w ciągu 3 tyg., wysokość kary jest mniejsza o połowę.